# Mistrzostwa Świata w Lekkoatletyce 2009 – bieg na 800 m mężczyzn
Bieg na 800 m mężczyzn – jedna z konkurencji rozegranych podczas XII mistrzostw świata w lekkoatletyce.
Wymagane minimum A do udziału w mistrzostwach świata wynosiło 1:45.40, natomiast minimum B - 1:46.60.
Eliminacje rozegrano  20 sierpnia 2009, półfinały – 21 sierpnia, zaś finał odbył się 23 sierpnia.